# Morettus strangulatus
Morettus strangulatus är en skalbaggsart som beskrevs av Karl Adlbauer 2007. Morettus strangulatus ingår i släktet Morettus och familjen långhorningar. Inga underarter finns listade i Catalogue of Life.